# Sylvain Kaufmann
Pour les articles homonymes, voir Kaufmann.
Sali, dit Sylvain Kaufmann, né le 8 mars 1914 à Metz et mort le 14 août 1996 à Créteil, est un homme d'affaires français juif, rescapé de la Shoah.

## Biographie
Sylvain Kaufmann (prénommé aussi Sali ou Sally) est né à Metz le 8 mars 1914, il est le fils de Maurice Meyer Kaufmann et Rose Lilienbaum. 

### Seconde Guerre mondiale
Soldat français, Sylvain Kaufmann s'évade d'un camp de Bavière en 1940. 
Sa dernière adresse avant sa déportation est au 77, rue Bertrand de Goth à Bordeaux (Gironde)
À la suite de la dénonciation d'un débiteur, il sera arrêté puis successivement interné, entre mars 1943 et mai 1945, à Phitiviers, Beaune-la-Rolande, Drancy, Auschwitz, Varsovie et Dachau. Il y vit le paroxysme de l'horreur, expérience dont il témoigne dans deux livres Au-delà de l'enfer et Le Livre de la mémoire. Sylvain Kaufmann est un des rares rescapés ayant tenté une évasion « réussie » d'un des convois de la mort, le convoi n° 53 du 25 mars 1943, à destination de Sobibor, évasion qui sauve la vie de trois de ses compatriotes, Hughes Steiner, Robert et Paul Fogel,.
Il est interné au camp de Drancy en 1942 puis déporté le 25 mars 1943 vers Sobibor, où son convoi, le numéro 53, est exterminé. Après avoir scié avec une lime le plancher, il s'évade du wagon, de nuit, en territoire allemand, entre les roues du train en marche. Repris, condamné à la pendaison pour sabotage, il est « le » condamné à mort qui a survécu à tout, même au pire. Après les prisons françaises et allemandes, il aboutit à la section disciplinaire d'Auschwitz, le 30 avril 1943, sous le matricule 119 618. Le 9 octobre 1943, dans la nuit de Kippour, il est transféré dans le camp de concentration de Varsovie, où sous couvert de déblayer les ruines du Ghetto démoli, il s'agit surtout de dépouiller la ville juive de tous ses biens. Le 28 juillet 1944, c'est le départ à pied pour Dachau-Mühldorf. Il est libéré le 2 mai 1945 par l'arrivée des Américains.

### Après la Guerre
Après la guerre, Sylvain Kaufmann occupe d'importantes fonctions dans des institutions religieuses et culturelles juives en France et à l'étranger. Il devient membre de nombreux comités ou trésorier d'institutions éducatives (école Gilbert-Bloch d'Orsay, école Yabné), cultuelles (Synagogue de la rue de Montévideo), sionistes : Fonds national juif (KKL), Appel juif unifié de France (AUJF). Il est président du Mouvement sioniste de France durant de longues années.
Dès les années 1950, Il se dédie  au commerce import-export entre la France et la Chine. Il sera l'un des premiers commerçants étrangers  à pénétrer en Chine communiste, assistant périodiquement à la foire de Canton. En 1968, en pleine révolution culturelle chinoise, il est arrêté par les Gardes rouges et est soupçonné d'espionnage tandis qu'il prenait des photos à Shanghai. Il sera relâché quelques heures plus tard mais ses films lui seront confisqués,

### Témoignage
Sylvain Kaufmann est l'auteur de deux livres, préfacés par Robert Badinter, témoignant de son expérience concentrationnaire : Au-delà de l'enfer en 1987 aux éditions  Séguier-Garamont et Le Livre de la mémoire en 1992 aux éditions Lattès.
Son dernier livre est réédité par les éditions du club le Grand Livre du mois en 1992.
Il participe à de nombreuses émissions télévisées et radiophoniques notamment à la Source de vie de Josy Eisenberg, sur Antenne 2. En 1987, Bernard Pivot le convie à son émission Apostrophes, dédiée aux génocides. Sylvain Kaufmann décline parce que celle-ci ayant lieu le vendredi soir en direct, il ne voulait pas enfreindre le repos rituel du shabbat.
Le 25 mars 1988, Sylvain Kaufmann et Ida Grinspan sont sollicités en tant que rescapés des camps, à accompagner le tout premier voyage scolaire français à destination d'Auschwitz-Birkenau.  Quarante-cinq ans après son incarcération, il revient, pour la première fois, sur les lieux douloureux de son calvaire et témoigne devant une centaine d'élèves émus, du processus de déshumanisation dont lui et les siens ont fait l'objet. Les lycéens, issus d'une soixantaine d'établissements parisiens, ont répondu à l'invitation du « Comité d'information des lycéens sur la Choa ». L'action est menée conjointement par la section française du CJM et du CRIF, et parrainée par le Ministère de l'Éducation Nationale, le Secrétariat des Droits de l'Homme et celui des Anciens Combattants. « Dès le départ » raconte Marianne Picard, directrice d'école, « le ton était donné. Dans l'avion, les aînés donnèrent aux lycéens attentifs les premiers éléments d'information... La présence des deux anciens déportés et leur témoignage firent une très forte impression sur les élèves. De manière générale, chaque élément qui, visuellement, rappelait ces temps de désespoir, touchait immédiatement les participants. »

### Famille
Sylvain Kaufmann rencontre celle qui deviendra son épouse, née Rosenberg, au camp de Drancy. Elle est libérée en 1942, car elle est âgée de moins de 17 ans. Elle s'engage dans la Résistance, chez les MOI-FTP. 
Il est le père de Francine Kaufmann, chercheur, essayiste, journaliste, interprète et professeur titulaire à l'université Bar-Ilan, Israël. Son fils Alain-Moché Kaufmann est rabbin à Bnei Brak (Israël). Il est rosh kollel et auteur de l'ouvrage Lev Avoth al Banim.

### Mort
Sylvain Kaufmann meurt à Créteil le 14 août 1996 à l'âge de 82 ans des suites d'une leucémie et est inhumé à Jérusalem le 18 août.

## Hommage posthume
Le 6 janvier 2013, Daniel Radford, rabbin, éditeur et homme de lettres, lui rend hommage dans l'émission de Michel Drucker Vivement Dimanche.

## Publications
- Sylvain Kaufmann, Au-delà de l'enfer, Séguier-Garamont, 1987 (lire en ligne)
- Sylvain Kaufmann, Le livre de la mémoire, Lattès, 1992